# آداما کیتا
آداما کیتا (انگلیسی: Adama Kéïta؛ زادهٔ ۳ مهٔ ۱۹۹۰) بازیکن فوتبال اهل مالی است.
وی همچنین در تیم ملی فوتبال مالی بازی کرده است.